# Rikiya Kawamae
Rikiya Kawamae (川前 力也 Kawamae Rikiya?, nacido el 20 de agosto de 1971 en Kagawa) es un exfutbolista japonés. Jugaba de defensa y su último club fue el ALO's Hokuriku de Japón.

## Trayectoria

### Clubes
| Club           | País  | Año         |
| -------------- | ----- | ----------- |
| Cerezo Osaka   | Japón | 1990 - 1997 |
| Sagan Tosu     | Japón | 1998 - 2003 |
| Mito HollyHock | Japón | 2004        |
| ALO's Hokuriku | Japón | 2005 - 2006 |